# Dick Schoenaker
Dirk « Dick » Hendrikus Schoenaker est un footballeur néerlandais né le 30 novembre 1952 à Ede. Il fait partie du Club van 100.

## Carrière
- 1973-1974 : FC Wageningen  Pays-Bas
- 1974-1976 : De Graafschap  Pays-Bas
- 1976-1985 : Ajax Amsterdam  Pays-Bas
- 1985-1986 : FC Twente  Pays-Bas
- 1986-1988 : Vitesse Arnhem  Pays-Bas

## Sélections
- 13 sélections et 6 buts avec l'équipe des Pays-Bas de football de 1978 à 1985.